# Chiesa di San Crispo
La chiesa di San Crispo è una chiesa campestre situata in territorio di Villaurbana, centro abitato della Sardegna centrale. Consacrata al culto cattolico, fa parte della parrocchia di Santa Margherita, arcidiocesi di Oristano.